# Nenad Vekarić
Nenad Vekarić (Split, 26. prosinca 1955. – Zagreb, 20. srpnja 2018.), suvremeni hrvatski povjesničar, akademik.
Vekarić se bavio proučavanjem povijesti stanovništa, posebno Dubrovnika i Dubrovačke Republike, a bio je zaposlen u Zavodu za povijesne znanosti HAZU u Dubrovniku.  

## Životopis
Rođen je 26. prosinca 1955. u Splitu. Pravni fakultet završio je u Zagrebu, a magistrirao je i doktorirao povijesne znanosti na Filozofskom fakultetu u Zadru. Od 1984. je zaposlen u Zavodu za povijesne znanosti HAZU u Dubrovniku, a od 1987. je upravitelj tog zavoda.
Od 10. svibnja 2012. godine redoviti je član Razreda za društvene znanosti Hrvatske akademije znanosti i umjetnosti.
Umro je u Zagrebu 20. srpnja 2018. godine.

## Znanstven rad
Znanstveni opus Nenada Vekarića sadrži 20 knjiga i više od 50 znanstvenih rasprava, napisanih samostalno ili u suautorstvu. Njegov znanstveni interes usmjeren je na područja povijesne demografije, povijesti i povijesnih disciplina, posebno genealogije i onomastike, te na pravnu povijest. Najviše svoje istraživačke energije utrošio je na izučavanje povijesti stanovništva Dubrovnika i Dubrovačke Republike, a najvažnije rezultate ostvario je istražujući proces demografske tranzicije te proučavajući razne slojeve stanovništva južne Hrvatske. Pomoću metode rekonstitucije obitelji i demografskih metoda uspio je dešifrirati raskol u dubrovačkom plemićkom krugu i dokazati klanovsku pozadinu funkcioniranja dubrovačkog plemstva, što je suprotno dosadašnjim idealiziranim pogledima na dubrovački patricijat. Bez obzira kojem području pripadali, radovi Nenada Vekarića odlikuju se adekvatnim i selektivnim analitičkim pristupom, brižnom i izdašnom uporabom arhivskih vrela, utemeljenošću i odmjerenošću zaključaka i inovativnošću metoda kojima se koristi. Svojim je radovima autor znatno pridonio uvođenju povijesnodemografskih metoda u povijesnu znanost i utemeljenju povijesne demografije kao relevantne znanstvene discipline u Hrvatskoj. 
Godine 2005. kreirao je doktorski studij Povijest stanovništva, što je prvi doktorski studij iz područja povijesne demografije u Hrvatskoj i prvi doktorski studij na Sveučilištu u Dubrovniku uopće. Kao upravitelj Zavoda za povijesne znanosti HAZU u Dubrovniku u posljednjih dvadesetak godina uspio je okupiti zavidan broj kvalitetnih suradnika, stvoriti krug povjesničara kojemu je Dubrovnik okosnica proučavanja i koji, njegujući timski rad, postiže izvanredne rezultate i čini jednu od najjačih istraživačkih skupina u hrvatskoj povijesnoj znanosti. Snažnom izdavačkom djelatnosti, nastojanjem izdavanja radova i knjiga na stranim jezicima i nametanjem najviših znanstvenih kriterija u interpretaciji dubrovačke povijesti uspio je postići da rezultati i edicije Hrvatske akademije budu danas široko citirani u svjetskoj literaturi koja se bavi Dubrovnikom, što sve donedavno nije bio slučaj.

## Nagrade i priznanja
Dobitnik je nagrade grada Dubrovnika (1989.) za knjigu  'Pelješka naselja u 14. stoljeću' , nagrade Županije Dubrovačko-neretvanske (1997), nagrade Slobodne Dalmacije za znanost (2005.), te nagrade Hrvatske akademije znanosti i umjetnosti (2005).

## Vanjske poveznice
- Životopis na stranicama Zavoda za povijesne znanosti